# Biblioteca Universității „Lucian Blaga” din Sibiu
Biblioteca Universității „Lucian Blaga” din Sibiu este biblioteca din cadrul Universității „Lucian Blaga” din Sibiu, una dintre cele mai vechi universități din România. Datorită automatizării proceselor de bibliotecă, aceasta este una dintre cele mai moderne biblioteci din țară.
Istoricul bibliotecii
- În anul 1969 a luat ființă Biblioteca Institutului de Învățământ Superior, filiala din Sibiu a Universității ”Babeș Bolyai” din Cluj;
- În anul 1990 aceasta devine Biblioteca Universitară, odată cu înființarea universității din Sibiu;
- Colecțiile bibliotecii au sporit an de an, completând fondul inițial, prin achiziții, schimb de publicații și donații din partea unor oameni de cultură și instituții;
- Biblioteca a fost puternic informatizată în anul 1992, când au fost introduse cărțile ăn programul de gestionare a bazei de date CDS-ISIS.
- În 1996 colectivul Catedrei de Calculatoare a realizat Acces for Windows, un program de bibliotecă folosit și la Biblioteca Americană (Library of Congress).
- De asemenea, în 1996 s-a creat o rețea locală de calculatoare formată dintr-un server și șase calculatoare. Proiectul a fost realizat cu ajutorul Comunității Europene și programului de cooperare universitară Tempus.
- Abia în 1998 a fost achiziționat softul de bibliotecă Alice for Windows pe baza căruia a fost creat catalogul informatizat de bibliotecă.

- În anul 2004 s-a demarat procesul de conversie     retrospectivă a datelor, ce a condus la obținerea Catalogului general informatizat     al bibliotecii.

- În 2006 biblioteca a achiziționat softul dedicat Softlink – Liberty3, bazat pe tehnologii web. Datorită acestui soft, biblioteca a beneficiat de baza informatică necesară demersului activităților de bibliotecă.

- Din anul 2007 Biblioteca ULBS se înscrie în Rolinest, cel mai mare catalog virtual colectiv național.

- În februarie 2014 are loc migrarea spre Liberty5, noua versiune a softului     dedicat de bibliotecă. Printre facilitățile acestui soft se numără catalogul     online și realizarea proceselor de bibliotecă:  catalogare, împrumut interbibliotecar,     circulație, achiziție.

Colecții și servicii
Biblioteca pune la dispoziția utilizatorilor servicii și produse precum:
- O pagină nouă și ușor de utilizat a bibliotecii;
- Modulul Selected Dissemination of Information (SDI), un serviciu prin care diseminarea selectivă a informației furnizează facilități pentru utilizatorii fideli ai bibliotecii;
- Reviste și cărti în format electronic ce au ca arie de referință o gamă largă de domenii;
- Furnizarea de referințe bibliografice prin intermediul poștei electronice și posibilitatea rezervării publicațiilor de interes;
- 670.000 unități documentare, reprezentând aproximativ 485.000 înregistrări în catalogul informatizat; 15.000 volume periodice;
- Abonamente la publicații periodice interne și externe, în format fizic și electronic;
- Este posibilă consultarea colecțiilor bibliotecii aflate în acces liber la raft pe patru nivele (aproximativ 2.750 mp);
- 415 locuri pentru studiu dotate cu calculatoare conectate la Internet și o arie largă de acoperire wireless.
- Șase cabinete individuale de studiu echipate cu calculatoare conectate la Internet și cu materiale de referință. De asemenea cuprinde și un spațiu multimedia, dotat corespunzător pentru învățarea specializată a limbilor străine;
- Calculatoare, scanere și imprimante multifuncționale repartizate pe fiecare nivel;
- Sistem modern de securizare a unităților documentare (RFID), echipat cu etichete inteligente, cu soft compatibil cu sistemul automatizat de gestiune al bibliotecii;
- Sistem modern de obținere a informațiilor de către utilizator, prin intermediul monitoarelor pe care sunt afișate datele de interes;
- Liberty 5-soft dedicat de bibliotecă;
- Acces la cele mai importante baze de date științifice prin programul național Anelis-Plus: Science Direct, Springerlink, ProQuest, Ebsco, Oxford Journals, Thomson ISI – Web of Science, Sage HSS Collection, Scopus, MatSciNet;
- Legis – aplicație ce permite accesarea actelor legislative în format electronic;
- Infostandarde – aplicație ce permite accesul la pachetul complet de standarde românești.[1]